# Tueurs nés
Pour plus de détails, voir Fiche technique et Distribution.
Tueurs nés ou Le Meurtre dans le sang au Québec (Natural Born Killers) est un film américain réalisé par Oliver Stone et sorti en 1994. Il est basé sur un scénario original de Quentin Tarantino, profondément remanié par le réalisateur aidé de Richard Rutowski et David Veloz.
Le film suit un jeune couple, Mickey (Woody Harrelson) et Mallory Knox (Juliette Lewis), qui décide de s’embarquer dans une virée sanglante. Eux qui ont été victimes de mauvais traitements de la part de leurs parents respectifs, tuent les gens qu’ils rencontrent sur leur route. Leur déchéance et leur errance sanglante à travers les États-Unis sont scrutées par les médias.
Le film, très controversé notamment pour sa violence, divise la critique. Il ne rencontre pas un immense succès commercial mais a acquis au fil des années un statut de film culte.

## Synopsis
Mickey (Woody Harrelson) et Mallory (Juliette Lewis) tuent, par plaisir, toutes les personnes présentes dans un fast-food de bord de route. Ils laissent cependant un employé en vie pour qu'il raconte les faits et participe ainsi à construire leur légende. Ils prennent ensuite la route pour trouver de nouvelles victimes.
Quelque temps plus tôt, Mallory est une jeune fille qui vit dans une famille à problèmes. Son père la viole et sa mère feint l'ignorance. Un soir, elle rencontre Mickey Knox, un livreur, et tous deux partent pour une virée en voiture avec le véhicule du père de Mallory. Celui-ci porte plainte pour vol : Mickey est emprisonné quelque temps et Mallory retourne à sa vie habituelle. À sa sortie de prison, Mickey vient libérer Mallory, qu'il n'a pas oubliée, et tue ses parents. C'est le début d'une virée sur les routes au cours de laquelle le couple tue gratuitement plus de cinquante personnes, dont bon nombre de policiers.
Mickey demande la main de Mallory au bord d'un pont, et scelle leur union en entaillant leurs deux paumes de mains. Il tient tout particulièrement à leur mariage, qu'il considère comme hautement symbolique et irrévocable. La scène montre que Mickey se considère comme « le Dieu de [son] propre univers », ce qui peut expliquer pour partie son absence de barrières morales.
Le détective Jack Scagnetti (Tom Sizemore), un policier dépourvu de scrupules et lui-même tueur de prostituées à ses heures perdues, se lance à la poursuite du couple. Pendant ce temps, Mickey et Mallory deviennent de véritables stars : ils sont admirés par de nombreuses personnes qui les trouvent fascinants, même si tous reconnaissent, à regret, que leur comportement n'est pas moralement admissible. Les médias suivent la virée sanglante du couple de très près, la transformant en une sorte de spectacle en temps réel. Tout le monde oscille ainsi entre la condamnation et la fascination morbide.
Mickey et Mallory tombent en panne d'essence près de la tente d'un vieil indien. Le vieil homme, qui semble avoir un lien particulier avec les serpents à sonnette du lieu, reconnaît en Mickey un « démon » mais n'a pas pour autant peur d'eux. Au contraire, il cherche à les aider à se débarrasser de leurs mauvais esprits. Mickey, réveillé en sursaut après une sorte d'hallucination, tire sur l'indien et le tue. Mallory lui en veut beaucoup pour ce meurtre que Mickey regrette, le qualifiant d'accident. Pour la première fois, il semble éprouver des remords et avoue qu'il était prêt à cesser de tuer. Sur le chemin du retour vers leur véhicule, les deux jeunes gens sont mordus par des serpents à sonnette, d'une façon ou d'une autre attirés et rendus agressifs par la mort du vieil indien.
Alors qu'ils cherchent à se soigner dans une pharmacie, Mickey et Mallory sont reconnus par l'employé qui déclenche une alarme silencieuse. Il est tué mais Jack Scagnetti parvient à mettre la main sur Mallory et à obtenir la reddition de Mickey. Le couple part en prison.
Un an plus tard, Wayne Gale (Robert Downey Jr.), un célèbre présentateur de télévision spécialisé dans les documentaires racoleurs sur les tueurs en série, veut obtenir les confessions de Mickey avant que celui-ci et sa femme ne subissent une lobotomie et finissent leurs jours à l'hôpital. Mickey Knox accepte, convaincu par les chiffres de l'audimat qui montrent qu'il n'est pas encore le tueur en série le plus médiatique des États-Unis, étant toujours second derrière Charles Manson. Wayne Gale prépare donc une interview en prison avec l'accord du directeur, Dwight McClusky (Tommy Lee Jones), qui tient son établissement d'une main de fer et n'hésite pas à s'en prendre lui-même aux détenus récalcitrants. Cependant, celui-ci a un plan pour se débarrasser définitivement, à l'issue de l'interview, de ceux qu'il considère comme des déchets irrécupérables : il prévoit de confier leur transfert vers l'hôpital à Scagnetti, afin que le policier les tue sur le chemin.
Au cours de l'interview de Mickey, les propos qu'il tient sur le libre-arbitre, sa tentative de rédemption et l'acceptation de sa nature profonde (il se définit comme un « tueur-né ») galvanisent les prisonniers qui déclenchent une mutinerie générale. Tandis que les prisonniers prennent peu à peu le contrôle du pénitencier, Scagnetti retrouve Mallory dans sa cellule et fait, lui aussi, preuve d'un mélange de dégoût et de désir. Mallory feint d'abord la réciprocité, puis se refuse violemment à lui, parvenant à le mater avant d'être elle-même maîtrisée par deux gardes. Pendant ce temps, la situation dans la prison devient critique et l'interview est interrompue. Mickey en profite pour faire diversion : il s'empare d'une arme et abat presque tous les gardiens présents dans la pièce, forçant les deux restants à le conduire jusqu'à la cellule de Mallory. Souhaitant rester au centre de l'attention, il entraîne Wayne Gale et son équipe à sa suite, qui continuent à filmer en direct. Gale, que la situation de stress métamorphose, prend fait et cause pour Mickey Knox, partageant son excitation et son sentiment de liberté, exhibant même une telle frénésie après avoir tué un garde que Mickey préfère le désarmer par prudence. Ils arrivent à la cellule de Mallory et Mickey la libère en abattant les gardes, mais se retrouve en mauvaise posture face à Scagnetti avec un chargeur vide, tandis que Mallory à son tour sauve son mari en frappant mortellement Scagnetti.
Le couple réussit son évasion grâce au soutien de leur otage volontaire et des détenus mutinés. McClusky ne peut que les regarder sortir, impuissant, avant de se faire lyncher par ses prisonniers. Gale est toujours avec eux, et les trois finissent dans un sous-bois. Le journaliste croit avoir créé un lien assez fort avec le tueur pour assurer sa survie : il n'en est rien, Mickey tenant au contraire un discours très différent de celui qu'il a tenu lors de l'interview. Il semble revenu à un complet fatalisme et accepte sans problème son goût pour le meurtre. Mickey et Mallory tuent Wayne Gale, résigné, sous l'œil de la caméra qui tourne toujours et qu'ils laissent derrière eux comme un ultime témoignage. Ils fantasment sur leur avenir radieux ensemble et s'imaginent dans un camping-car accompagnés de leurs enfants.

## Fiche technique
- Titre français : Tueurs nés
- Titre québécois : Le Meurtre dans le sang
- Titre original : Natural Born Killers
- Réalisation : Oliver Stone
- Scénario : Oliver Stone, Richard Rutowski et David Veloz, d'après un scénario original de Quentin Tarantino
- Musique : Brent Lewis, extrait de La nuit sur le mont chauve de Modeste Moussorgski
- Photographie : Robert Richardson
- Montage : Brian Berdan et Hank Corwin
- Décors : Victor Kempster
- Costumes : Richard Hornung
- Production : Jane Hamsher, Don Murphy, Clayton Townsend
- Société de production : Warner Bros., Regency Enterprises, Alcor Films, Ixtlan, New Regency Pictures et J D Productions
- Distribution : Warner Bros.
- Pays de production :  États-Unis
- Langue originale : anglais
- Genres : drame criminel, action, policier, Road movie, satire
- Durée : 118 minutes
- Dates de sortie[1] : 
  - États-Unis : 26 août 1994
  - Italie : 29 août 1994 (Mostra de Venise 1994)
  - France : 21 septembre 1994
- Classification[2] :
  - États-Unis : NC-17 puis R
  - France : interdit aux moins de 16 ans

## Distribution
Légende : VF = Version française[réf. nécessaire] et VQ = Version québécoise
- Woody Harrelson (VF : Patrick Laplace ; VQ : Bernard Fortin) : Mickey Knox
- Juliette Lewis (VF : Julie Dumas ; VQ : Violette Chauveau) : Mallory Wilson Knox
- Robert Downey Jr. (VF : Vincent Violette ; VQ : Éric Gaudry) : Wayne Gale
- Tommy Lee Jones (VF : Claude Giraud ; VQ : Jean Fontaine) : Dwight McClusky
- Tom Sizemore (VF : Renaud Marx ; VQ : Jean-Luc Montminy) : L'inspecteur Jack Scagnetti
- Rodney Dangerfield (VF : Claude Joseph ; VQ : Yves Corbeil) : Ed Wilson, le père de Mallory
- Arliss Howard (VF : Roland Timsit ; VQ : ?) : Owen, le prisonnier protecteur de Mickey et Mallory (rôle non-crédité)
- Everett Quinton (VF : Jean-Pierre Leroux) : Wurlitzer
- Jared Harris : London Boy
- Pruitt Taylor Vince : le shérif adjoint Warden Kavanaugh
- Edie McClurg (VF : Nicole Favart ; VQ : Arlette Sanders) : la mère de Mallory
- Russell Means : le vieil indien, Warren Red Cloud
- Lanny Flaherty (VF : Jean-Claude Sachot) : Earl
- O-Lan Jones (VQ : Johanne Léveillé) : Mabel
- Richard Lineback (VF : Michel Modo) : Sonny
- Sean Stone : Kevin
- Melinda Renna (VF : Laure Sabardin) : Antonia Chavez
- Dale Dye (VF : Jean-Claude Sachot) : officier Dale Wrigley
- Edward Conna (VF : Patrick Noérie) : Gerald Nash
- Evan Handler : David
- Steven Wright : Dr Emil Reingold
- Corinna Everson (VF : Odile Schmitt) : Mallory dans la reconstitution TV
- Balthazar Getty (VF : Ludovic Baugin) : le pompiste
- Don Murphy (VF : Gilbert Lévy) : le gardien de prison
- Red West : le shérif
- Bob Swan : Napalatoni
- Adrien Brody : le caméraman (non crédité)
- Mark Harmon (VF : Daniel Lafourcade) : Mickey Knox dans la reconstitution TV (non crédité)

## Production

### Genèse du projet
Le scénario original est l’œuvre de Quentin Tarantino. Au début des années 1990, il vend les droits du script aux producteurs Jane Hamsher et Don Murphy pour 10 000 $ et tente, sans succès, de le réaliser lui-même pour 500 000 $. Les producteurs le vendent finalement à Warner Bros.. Oliver Stone découvre à ce moment-là le scénario et pense que c'est le projet idéal, après la production difficile de son précédent film, Entre ciel et terre (1993).
Avec l'aide de Richard Rutowski et David Veloz, Stone réécrit le script, en conservant cependant quasiment mot pour mot les dialogues de Tarantino. Stone modifie cependant en profondeur la structure initiale du script, en recentrant l'attention sur les deux tueurs en série, tout en donnant un rôle très important aux médias par l’intermédiaire du journaliste Wayne Gale (Robert Downey Jr., rappelant la structure narrative du film d'Orson Welles, Citizen Kane[réf. nécessaire]). Quentin Tarantino, insatisfait de la version de son script revisité par Oliver Stone, renie alors publiquement la paternité du scénario final. Il demande en conséquence que ne soit mentionnée au générique que son implication dans la création de l’histoire originale. Dans une interview de 1993, quelque temps avant la sortie du film en salles, Quentin Tarantino déclare toutefois n'avoir aucune animosité envers Oliver Stone :

« Ça ne sera pas mon film, ça sera le film d'Oliver Stone et Dieu le bénisse. J'espère qu'il fait un bon travail avec. Si je n'y étais pas émotionnellement attaché, je suis sûr que je le trouverais très intéressant. Si vous aimez ce que je fais, vous pourriez ne pas aimer ce film. Mais si vous aimez ce qu'il fait, vous allez probablement l'aimer. Cela pourrait être la meilleure chose qu'il ait jamais faite, mais en aucun cas faite avec moi. »

— Quentin Tarantino
En réécrivant le script, Oliver Stone le fait aussi changer de registre. Il délaisse l'action pour se concentrer sur l'aspect satirique, critiquant les médias.

### Distribution
Michael Madsen est un temps été envisagé pour incarner Mickey. Il aurait refusé sur les conseils de Quentin Tarantino, qui venait de le diriger dans son Reservoir Dogs. Ses autres partenaires comme Steve Buscemi et Tim Roth seront aussi envisagés pour le même rôle.
Quant au rôle de Mallory, le premier choix était Rosanna Arquette, tandis que Gary Oldman et James Woods sont évoqués pour incarner Scagnetti.
Pour le rôle de McClusky, Lance Henriksen et Gene Hackman sont pressentis, alors que Powers Boothe et Billy Bob Thornton l'étaient pour celui de Wayne Gale.

### Tournage
Le tournage dure 56 jours. Il a lieu notamment sur le pont Rio Grande Gorge Bridge, aux environs de Taos au Nouveau-Mexique, pour la scène du mariage. Les scènes de l'émeute en prison ont été filmées dans le pénitencier Stateville Correctional Center à Crest Hill dans l'Illinois. La scène de l'entrée au tribunal a été tournée dans le centre de Chicago. Le tournage a lieu aussi dans d'autres villes du Nouveau-Mexique (Albuquerque, San Jose, Shiprock, Farmington, Gallup) mais aussi en Arizona (Holbrook, Winslow) ainsi qu'à Hammond dans l'Indiana.
Pour rester dans l'ambiance hystérique du film, de la musique agressive était diffusée sur les plateaux de Tueurs nés. Selon d'autres témoignages, des coups de feu étaient aussi tirés en l'air pour mieux maintenir les acteurs dans une tension permanente.

## Musique
La bande originale est produite par Trent Reznor de Nine Inch Nails. Il enregistre certains morceaux spécialement pour le film, comme Burn. Le reste de la B.O. est constitué de chansons et compositions déjà existantes comme Une nuit sur le Mont Chauve, de Moussorgski.
Des montages de dialogues et d'ambiances sonores sont présents aussi sur le disque.

## Distinctions
Malgré, ou grâce à, son contenu polémique, Tueurs nés est récompensé à de nombreuses reprises, notamment à la Mostra de Venise 1994, où le film a cumulé le Grand Prix spécial du jury et le prix Pasinetti de la meilleure actrice pour Juliette Lewis. Oliver Stone a également été nommé au Golden Globe du meilleur réalisateur en 1995.

## Commentaires

### Analyse
Le film tente en filigrane de montrer comment les médias décrivent les actes criminels de manière sensationnelle mais également le fait que de nombreux tueurs en série ont été élevés au rang de stars par les journalistes. Cependant, le film a été surtout critiqué à sa sortie pour sa violence visuelle et verbale, bien que le réalisateur affirme que celle-ci est consciemment exagérée.
Beaucoup de tueurs en série sont mentionnés dans le film : Charles Whitman, Ted Bundy, Charles Manson, etc. L'histoire s'inspire par ailleurs du couple de tueurs Charles Starkweather et Caril Ann Fugate qui sévit en 1957.

### Impact dans la culture populaire
- Certains journalistes considèrent que ce film aurait inspiré les modus operandi de certaines tueries comme celle de la Heath High School (en), la fusillade de Columbine ou encore l'affaire Rey-Maupin. Dans ce dernier cas, la présence de l'affiche du film retrouvée dans la maison où logeait le couple, témoignerait  qu'il les aient inspirés. Néanmoins les policiers chargés de l'enquête ont affirmé que cette affiche ne se trouvait pas dans l'enceinte de la maison lorsqu'ils l'ont fouillée et qu'elle aurait été rajoutée a posteriori[10]. L'un des deux tueurs de l'Affaire famille Richardson, Jeremy Steinke, âgé de 23 ans, a déclaré avoir regardé le film avec sa petite amie et complice âgée de douze ans, Jasmine Richardson, juste avant qu'ils ne tuent la famille de cette dernière, ce qui fait des deux auteurs de l'acte des copycats avérés[11].
- Tueurs nés est cité par le personnage de Mitsuko Sôma dans le manga Battle royale.
- Talib Kweli fait référence à Mickey et Mallory Knox dans sa chanson Respiration[12].
- Jay-Z évoque les protagonistes du film dans All I Need[13].
- Une parodie, Unnaturally Born Killers, est sortie en 1996[14].
- Dans Kill Bill : Volume 2, Bill dit à la Mariée : « [tu n'es] pas une abeille travailleuse... tu es un tueur né » (« not a worker bee...you're a natural born killer bee »)[15].
- Les rappeurs Ice Cube et Dr. Dre ont enregistré un duo intitulé Natural Born Killaz.
- Le groupe de metal Emmure a enregistré une chanson intitulée Natural Born Killer.
- Le film est parodié dans le film de 1997 Plump Fiction sous le titre Natural Blonde Killers.
- Le groupe Mallory Knox s'est nommé ainsi d'après l’héroïne de ce film.
- Le rappeur Playboi Carti s'inspire d'une scène du film dans le clip de son titre Sky[16].
- En 1996, l'humoriste anglais Ben Elton publie Popcorn, roman qui obtient le Gold Dagger Award. Reprenant à son compte la polémique lancée par le film Tueurs nés d’Oliver Stone (à savoir : « le cinéma donne-t-il des idées aux tueurs ou les tueurs inspirent-ils le cinéma ? »), l’auteur se livre à une analyse féroce de la société actuelle qui banalise la violence via le cinéma. Deux tueurs débarquent chez leur idole : un réalisateur américain dont les films exaltent la violence en faisant mine de la condamner. Le prenant en otage, ils veulent le rendre responsable de leurs actes. Drôle et sinistre, Popcorn montre la complaisance généralisée d’une société qui ne sait plus où la fiction doit s’arrêter pour que la réalité ne vienne pas surenchérir, l’artiste défendant son œuvre, et tous les protagonistes, cherchant face aux médias, à jouer les vedettes. Ben Elton accède véritablement à la reconnaissance internationale avec l’adaptation théâtrale de son roman, la dialectique de la fiction et de la réalité acquérant toute sa force. Jouée en France en 1998 où elle se voit décerner un Molière, la pièce triomphe sur toutes les scènes européennes.